# Praga N

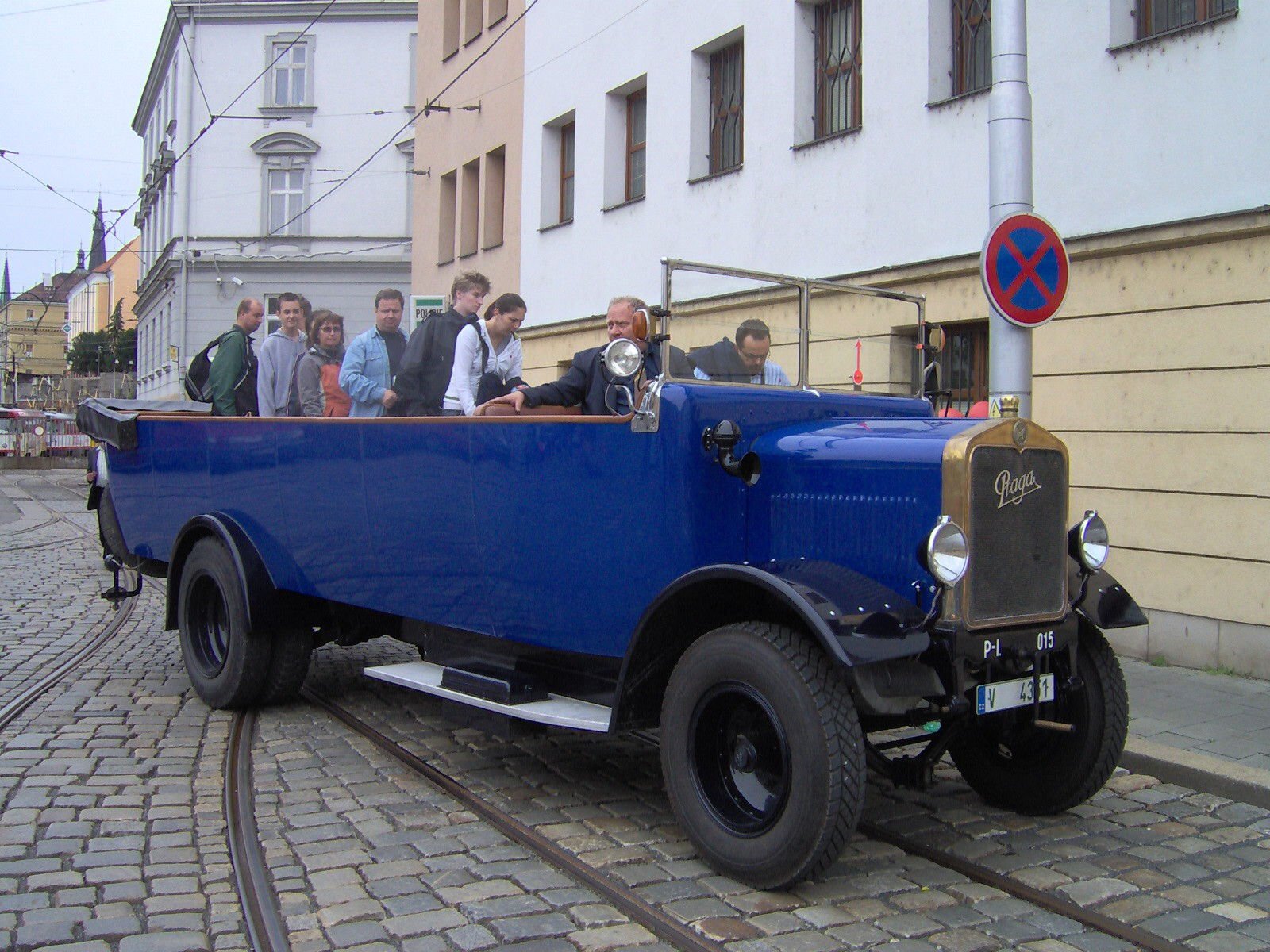
Praga NO als offener Omnibus (2009)

Der Praga N, in den verschiedensten Varianten zwischen 1915 und 1950 in zusammen etwa 3.000 Stück gebaut, war in der Zwischenkriegszeit der bedeutendste schwere LKW in der Tschechoslowakei.

## Fahrzeuggeschichte
Die ersten beiden Prototypen entstanden im Jahr 1915. Den Motor entwickelte man aus dem 6842-cm³-Motor des Praga V durch Vergrößerung der Bohrung von 110 auf 115 mm (unter Beibehaltung des Kolbenhubes von 180 mm), womit der Hubraum auf 7.478 cm3 und die Leistung auf 50 PS (37 kW) bei 1000/min stieg. Der LKW hatte etwas größere Ausmaße als sein Vorgänger, der Typ V, sein Radstand betrug 4,20 statt 4 m. Er behielt aber die Nutzlast von 5 t bei und wurde ab 1917 ausgeliefert. Bis 1918 entstanden einschließlich der beiden Prototypen 120 oder 124 Stück in drei Serien.
Von 1921 bis 1923 entstand eine vierte Serie von 200 Stück, die Leistung wurde von 50 PS (37 kW) auf 52 PS (38 kW) angehoben. Daneben gab es eine Omnibus-Variante Praga NO, von der von 1925 bis 1926 in 4 Serien 70 oder 80 Exemplare gebaut wurden, sein Radstand wurde auf 4,50 m verlängert, er bot Platz für 45 bis 50 Personen.
1924 erhielt der Praga N einen völlig neu konstruierten Vierzylindermotor, der bei 110 mm Bohrung und 160 mm Hub (6080 cm³) jetzt 55 PS (40 kW) entwickelte. Der Radstand wurde auf 4,10 m gekürzt, das Leergewicht sank auf 3,2 t. In 15 Serien entstanden bis 1930 1.620 oder 1.691 Stück. Dazu kamen 450 Busse in 10 Serien.
1930 stieg die Nutzlast auf 5,5 t und die Leistung auf 60 PS (44 kW), bis 1937 entstanden in 3 Serien 260 Stück. Nach Prihoda waren es lediglich 113, dazu jedoch 100 mit einem Vierzylinder-Deutz-Dieselmotor (115 × 170 mm; 7063 cm3) und 54 PS (40 kW) sowie 33 Müllwagen des Typs NK mit Sechszylinder-Ottomotor (Bohrung × Hub: 100 × 150 mm; 7069 cm3) und 85 PS (63 kW).
Ab 1936 folgten Varianten mit dem mittlerweile sich durchsetzenden Dieselmotor: Der Typ hieß jetzt ND, die Nutzlast wuchs auf 6 Tonnen, der Radstand auf 4,65 m. 1936 entstanden 9 LKW mit einem Sechszylinder-Dieselmotor (Bohrung × Hub: 115 × 142 mm; 8850 cm3) und 110 PS (81 kW), 1937 waren es 17 Stück mit Sechszylinder-Dieselmotor (Bohrung × Hub: 105 × 130 mm; 6754 cm3) und 82 PS (60 kW) und 34 Stück mit dem oben bereits erwähnten Vierzylinder-Dieselmotor von Deutz.
Ab 1938 hatte der Motor 125 PS (92 kW) statt 110 PS (81 kW), die Nutzlast stieg auf bis zu 7 Tonnen. 230 Stück sowie 63 Busse entstanden 1938–39 und weitere 477 Stück oder 458 Stück nach dem Krieg bis 1950.
Im Jahr 1950 endete die Produktion. In der mittlerweile sozialistisch gewordenen Tschechoslowakei erhielt Praga den Auftrag, lediglich Dreitonner-LKW (den Praga V3S) zu bauen, der Bau schwererer LKW blieb den Firmen Škoda und Tatra vorbehalten.

## Technische Daten
Nachfolgend eine Übersicht über die technischen Daten der einzelnen Varianten:
| Typ              | leer (t) | Länge (m) | Breite (m) | Radst. (m) | Zylinder | cm³   | PS  | km/h | Nutzl.(t)   |
| ---------------- | -------- | --------- | ---------- | ---------- | -------- | ----- | --- | ---- | ----------- |
| N,1.–3. Serie    | 3,6      | 6,80      | 2,00       | 4,20       | 4        | 7.478 | 50  | 18   | 5,0         |
| N, 4. Serie      | 3,6      | 6,80      | 2,00       | 4,20       | 4        | 7.478 | 52  | 20   | 5,0         |
| N, 5.–19. Serie  | 3,2      | 6,70      | 2,09       | 4,10       | 4        | 6.080 | 55  | 28   | 5,0         |
| N, 21.–23. Serie | 3,43     | 6,265     | 2,32       | 4,10       | 4        | 6.080 | 60  | 38   | 5–6         |
| ND, 20. Serie    | 3,77     | 6,395     | 2,316      | 4,10       | 4        | 7.063 | 54  | 36   | 5,0         |
| ND, 1. Serie     | 4,63     | 6,96      | 2,50       | 4,65       | 6        | 8.850 | 110 | 55   | 6           |
| ND, 2. Serie     | 4,63     | 6,96      | 2,50       | 4,65       | 6        | 6.754 | 85  | 55   | 6           |
| ND, 3. Serie     | 4,63     | 6,96      | 2,50       | 4,65       | 4        | 7.063 | 57  | 45   | 6           |
| ND, 4.–7. Serie  | 4,63     | 6,96      | 2,50       | 4,65       | 6        | 8.850 | 125 | 50   | 6–7         |
| Praga NO         | 3,3      | 6,40      | 2,15       | 4,20       | 4        | 6.080 | 55  | 30   | 40 Personen |